# Alan Marshal
Alan Marshal (* 29. Januar 1909 in Sydney; † 13. Juli 1961 in Chicago, Illinois) war ein australischer Schauspieler.

## Leben
Alan Marshal wurde als Sohn eines durch Australien tourenden Ehepaares von Schauspielern geboren. Mit fünf Jahren wanderte er mit seinen Eltern in die Vereinigten Staaten aus. Erste Schauspielerfahrungen sammelte Marshal in den 1920er-Jahren mit Auftritten am Broadway, wobei er zeitweise auch das Pseudonym Alan Willey verwendete. Für Hollywood wurde Marshal durch einen Agenten des Filmproduzenten David O. Selznick entdeckt und von ihm unter Vertrag genommen.
Marshal gab sein Debüt 1936 an der Seite von Marlene Dietrich in Der Garten Allahs und spielte in den folgenden Jahren Hauptrollen oder größere Nebenrollen an der Seite von Stars wie Greta Garbo, Luise Rainer und Irene Dunne. Der gutaussehende Darsteller wurde häufig mit der Darstellung romantischer und kultivierter Liebhaber betraut, mal aufrichtig wie in Night Must Fall oder Die Abenteuer des Sherlock Holmes, mal rücksichtslos wie als unsympathisches Mordopfer in Dünner Mann, 2. Fall oder als Hauptmann Phoebus in Der Glöckner von Notre Dame. Während des Zweiten Weltkrieges unternahm Marshal zahlreiche Auftritte im Rahmen von USO-Veranstaltungen. 1944 war er in einem seiner größten Filmerfolge neben Irene Dunne im Weltkriegs-Filmdrama Die weißen Klippen zu sehen.
Nach 1944 endete seine Filmkarriere aber zunächst abrupt. Er soll unter psychischen Problemen, darunter Depressionen, gelitten und viele Filmangebote abgelehnt haben. Später konzentrierte er sich vor allem auf seine Bühnenkarriere. In den 1950er-Jahren trat in einigen Fernsehproduktionen auf und war auch gelegentlich wieder in Kinofilmen zu sehen. Einen seiner letzten Filmrollen spielte er 1959 neben Vincent Price im Horrorfilm Das Haus auf dem Geisterhügel.
Alan Marshal starb mit 52 Jahren an einem Herzinfarkt, während er gemeinsam mit Mae West in dem von ihr selbst verfassten Stück Sextette in Chicago auf der Bühne stand. Er und seine Frau Mary Grace Borel (1915–1998) hatten einen Sohn namens Kit (* 1939).

## Filmografie (Auswahl)
- 1936: Der Garten Allahs (The Garden of Allah)
- 1936: Dünner Mann, 2. Fall (After the Thin Man)
- 1937: Maria Walewska (Conquest)
- 1937: Night Must Fall
- 1938: Dramatic School
- 1938: The Road to Reno
- 1939: Der Glöckner von Notre Dame (The Hunchback of Notre Dame)
- 1939: Die Abenteuer des Sherlock Holmes (The Adventures of Sherlock Holmes)
- 1940: Irene
- 1940: The Howards of Virginia
- 1941: Ein Frauenherz vergißt nie (Lydia)
- 1941: Tom, Dick und Harry (Tom, Dick and Harry)
- 1944: Die weißen Klippen (The White Cliffs of Dover)
- 1944: Bride by Mistake
- 1956: Das schwache Geschlecht (The Opposite Sex)
- 1959: Das Haus auf dem Geisterhügel (The House on Haunted Hill)
- 1959: Tag der Gesetzlosen (Day of the Outlaw)